# Svend Aage Christiansen Holding
Svend Aage Christiansen Holding A/S er en dansk virksomhed med entreprenørforretning, byggeri, maskinstation, grusgravning, transport og ejendomme. Virksomheden har hovedkvarter i Østervrå og blev etableret af Svend Aage Christiansen i 1962, som også ejer virksomheden. I 2023 havde de 180 ansatte.